# Dietyltiambuten

Strukturformel för dietyltiambuten.

Dietyltiambuten, summaformel C16H21NS2, är ett smärtstillande preparat som tillhör gruppen opioider. Ämnet används inom veterinärmedicinen men finns inte registrerat som läkemedel i Sverige.
Substansen är narkotikaklassad och ingår i förteckningen N I i 1961 års allmänna narkotikakonvention, samt i förteckning II i Sverige.